# تأسيسية

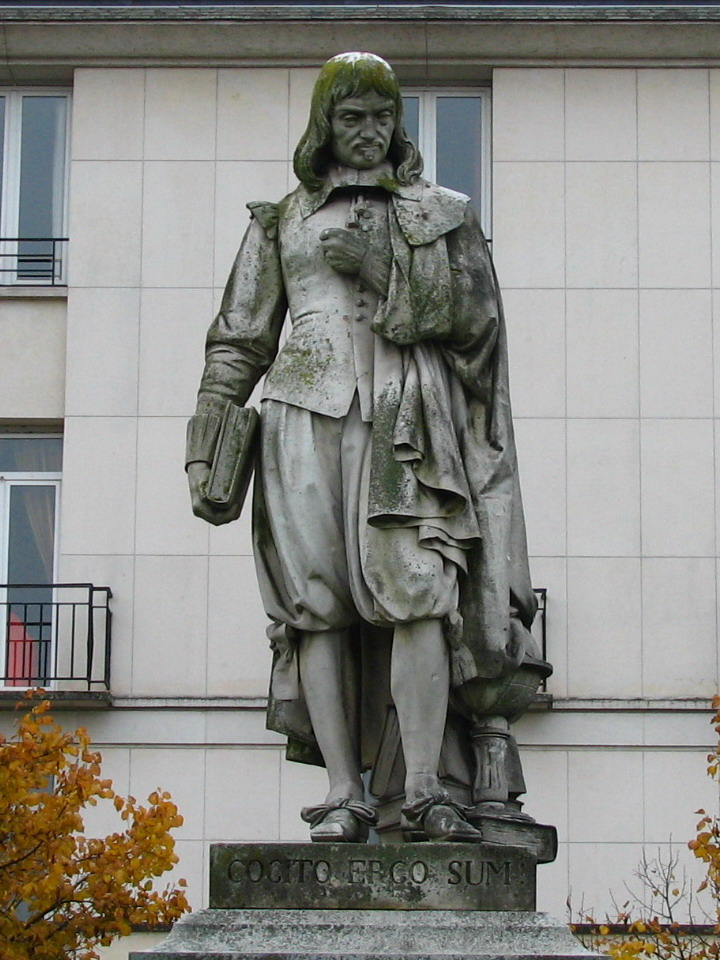

تُعنى التأسيسية بنظريات المعرفة الفلسفية التي تستند إلى اعتقاد مبرر، أو تأسيس مضمون الثبوتية مثل الخلاصات المستنتجة بناءً على أسس الافتراضات المنطقية. المنافس الرئيسي لنظرية تأسيسية التبرير هو نظرية اتساقية التبرير، ووفقًا لها، فإن متن المعرفة الذي لا يتعلق بتأسيس مضمون ينشأ بالتداخل بين قوى مكوناته، كالأحجية التي تُحل دون التأكد من أن كل منطقة صغيرة قد حُلت بشكل صحيح.
وبتحديد أرسطو للبدائل لتكون إما استدلالًا دائريًا أو تراجعًا لامتناهيًا، وبإظهاره من ثم مشكلة التراجع، فقد جعل من التأسيسية خياره الواضح، بافتراضه اعتقادات أساسية تدعم بعضها البعض. اكتشف ديكارت، التأسيسي الأكثر شهرة، تأسيسًا في حقيقة وجوده وفي أفكار المنطق «الواضح والملحوظ»، بينما وجد لوك تأسيسًا في التجربة. يعكس اختلاف التأسيسات اختلافًا في تأكيدات نظريات المعرفة؛ التجريبية تؤكد على التجربة، والعقلانية تؤكد على المنطق، وقد يجتمع كلاهما.
في ثلاثينيات القرن التاسع عشر، جُدد النقاش حول التأسيسية. وبينما رأى موريتز شليك المعرفة العلمية كهرم حيث يوجد صف خاص من العبارات التي لا تحتاج للبرهنة من خلال اعتقادات أخرى التي تبدو كتأسيس، جادل أتو نويرات بأن المعرفة العلمية تفتقر للتأسيس المطلق وتعمل كالعوّامة. في خمسينيات القرن التاسع عشر، رُفضت التأسيسية؛ بتأثير كبير من ويلارد فان أورمان كواين، من وُجدت نسبيته الوجودية (الأنطولوجية) لأي اعتقاد متشابكة باعتقاداته عن الواقع بأكمله، بينما عُدلت الاعتقادات البديلة بسهولة في شبكة واسعة لحماية الاعتقادات المطلوبة.
تقليديًا، افترضت التأسيسية تنزّه الاعتقادات الأساسية عن الخطأ والاستنباط بين الاعتقادات؛ تأسيسية قوية. نشأت التأسيسية الضعيفة في عام 1975 تقريبًا. لذا سمح التأسيسيون الجدد بالاعتقادات الأساسية التخطيئية، وبالاستقراء المنطقي بينهم، إما بالاستقراء الحسابي أو باستدلال التفسير الأفضل. وبينما تحتاج الداخليانية وصولًا معرفيًا للوسائل المبررة، تجد الخارجيانية التبرير دون أي وصول.

## نبذة تاريخية
أُنشأ التأسيسيةَ فيلسوفُ الفترة المعاصرة المبكرة رينيه ديكارت. في كتابه التأملات، تحدى ديكارت المبادئ المعاصرة في الفلسفة بجدله حول أن كل شيء عرفه قد تعلمه من أو عبر حواسه. استخدم عدة حجج ليتحدى موثوقية الحواس، مشيرًا للأخطاء السابقة واحتمالات كونه يحلم أو يُخدع من قبل شيطان ماكر. حاول ديكارت إنشاء تأسيس مضمون للمعرفة لتجنب الشك. قارن المعلومات الواردة عن طريق الحواس، التي تتصف بأنها غير واضحة وغير مؤكدة، بالحقائق الهندسية الرياضية، والتي تتصف بأنها واضحة وملحوظة. وهي مؤكدة وغير قابلة للشك أيضًا؛ حاول ديكارت إيجاد حقائق مؤكدة وملحوظة لأنها ستكون حقائق غير قابلة للشك وستكون تأسيسًا مناسبًا للمعرفة. اعتمدت طريقته التساؤل حول جميع اعتقاداته إلى أن يصل لشيء واضح وملحوظ وصحته غير قابلة للشك. النتيجة كانت الكوجيتو الديكارتي -«أنا أفكر إذن أنا موجود»، أو الاعتقاد أنه كان يفكر- كونه اعتقادًا غير قابل للشك ومناسبًا ليكون تأسيسًا للمعرفة. نتج عن ذلك مشكلة الشيطان الماكر الديكارتية؛ احتمال خداعه من قبل شيطان ماكر، ما جعل كافة اعتقاداته عن العالم الخارجي مغلوطة. وعلى الرغم من أن اعتقاداته عن العالم الخارجي كانت مغلوطة، ما زالت صحة اعتقاداته عمّا يختبره غير قابلة للشك، حتى وإن لم تكن تلك الإحساسات متعلقة بأي شيء في العالم.
قبلَ عدة فلاسفة آخرين من الفترة المعاصرة المبكرة، من بينهم جون لوك، وغوتفريد لايبنتز، وجورج بيركلي، وديفيد هيوم، وتوماس ريد، التأسيسيةَ أيضًا. اعتبر جورج فيلهلم فريدريش هيغل، مناصر الاتساقية، باروخ سبينوزا أنه تأسيسي ميتافيزيقي. تعتمد تأسيسية إيمانويل كانط على نظريته عن المقولات.
في الفلسفة المعاصرة المتأخرة، دافع يوهان غوتليب فيشته عن التأسيسية في كتابه أسس علم المعرفة (1794/1795)، وفيلهلم ويندلباند في كتابه عن يقين المعرفة. (1873)، وجوتلوب فريجه في كتابه أسس الحساب (1884).
في الفلسفة المعاصرة، دافع كل من إدموند هوسرل وبيرتراند راسل وجون ماكدويل عن التأسيسية.

## التعريف
التأسيسية هي محاولة الاستجابة لمشكلة التراجع عن التبرير في نظريات المعرفة. وفقًا لهذه الحجة، يحتاج كل اقتراح تبريرًا ليدعمه، ويحتاج كل تبرير أيضًا لأن يكون مبررًا. وبذلك يستمر الأمر بلا نهاية، إذ إن إمكانية تبرير أي شيء في هذه السلسلة غير واضحة. تقتضي التأسيسية وجود «اعتقادات أساسية» تعمل كأساس يحمل بقية اعتقاداتنا. تؤكد النسخ الأقوى من النظرية أن الاعتقاد المبرر بشكل غير مباشر يُعتبر مبررًا بشكل كامل وفق الاعتقادات الأساسية؛ تعتبر النظريات الأكثر اعتدالًا أن الاعتقادات المبررة بشكل غير مباشر تحتاج لاعتقادات أساسية لتُبرر، ويمكن تبريرها بعوامل أخرى.
خلال آلاف السنين، استندت الفلسفة الغربية على تأسيس متين سُمي بالتأسيسية على أنه النظام المرجعي المطلق والأبدي للمعرفة، وُجد منذ وجود اليونان القديمة. تركيز هذه النظرية هو أن كامل المعرفة أو الوعي المعرفي عن الموضوع (البشر) يعتمد على تأسيس متين. يُعتبر التأسيس نقطة البداية والأساس لمعرفة حقيقة الوجود. التفكير هو عملية إثبات صلاحية المعرفة، لا إثبات عقلانية التأسيس الذي يشكل المعرفة. هذا يعني، مع السبب النهائي، أن التأسيس صحيح ومطلق وكامل ومستحيل الإثبات. قال الفيلسوف البراغماتي المحدث ريتشارد رورتي، مناصر نقيض التأسيسية، إن التأسيسية تقر بوجود التمثيلات المتميزة التي تكون التأسيس، وبالتالي تهيمن على نظرية المعرفة. كانت نظرية المُثل لأفلاطون من أُوَل النظريات التأسيسية. لذا من وجهة نظر أفلاطون، تُظهر المُثل المفهوم العام الذي يأخذ دور النموذج في نشأة الوجود، والذي يعتبر نسخة باهتة من المثل الأبدية. إن الوصول للحقيقة يعني فهم التأسيس. ما زالت هذه الفكرة تحظى برواج في دراسات العلاقات الدولية على سبيل المثال.

### التأسيسية التقليدية
تدعم التأسيسية وجود اعتقادات أساسية، والتي تكون مبررة دون الرجوع لاعتقادات أخرى، ويجب أن تكون الاعتقادات غير الأساسية مبررة بشكل نهائي باعتقادات أساسية. تدّعي التأسيسية التقليدية وجوب أن تكون الاعتقادات الأساسية منزهة عن الخطأ في حال كانت ستبرر الاعتقادات غير الأساسية، وذلك باستخدام الاستنباط لنقل التبريرات من اعتقاد لآخر. جادل لورنس بونجور بأن التشكيل التقليدي للتأسيسية يحتاج إلى أن تكون الاعتقادات الأساسية منزهة عن الخطأ، وراسخة، وغير قابلة للشك، ومؤكدة إن كانت ستصبح مبررة بشكل ملائم. تُؤخذ الحالات العقلية والتجارب المباشرة عادةً على أنها مرشحات جيدة للاعتقادات الأساسية بسبب الجدال حول عدم حاجة اعتقادات كتلك للدعم الإضافي لتكون مبررة.

### التأسيسية المبسطة
كبديل لوجهة النظر التقليدية، لا تحتاج التأسيسية المبسطة لأن تكون الاعتقادات المدركة الأساسية منزهة عن الخطأ، بل إنه من المنطقي اعتبار الاعتقادات المدركة مبررةً إن لم يوجد دليل يثبت العكس. ما زالت تعتبر تلك تأسيسية لأنها تدعم وجوب أن تكون كافة الاعتقادات غير الأساسية مبررة بشكل نهائي باعتقادات أساسية، لكنها لا تحتاج أن تكون الاعتقادات الأساسية منزهة عن الخطأ وتسمح بالاستقراء المنطقي كصيغة مقبولة للاستدلال. على سبيل المثال، يمكن التغلب على الاعتقاد «أنا أرى اللون الأحمر» بإثباتات نفسية تظهر أن عقلي مشوش أو غافل. يمكن استخدام التأسيسية المبسطة لتجنب مشكلة الاستدلال. حتى وإن كانت الاعتقادات المدركة منزهة عن الخطأ، من غير الواضح أنها منزهة عن الخطأ بأساس تجريبي معرفي (حتى وإن كان اعتقادي بأن الطاولة تبدو حمراء بالنسبة لي منزهًا عن الخطأ، إن استدلال الاعتقاد أن الطاولة في الواقع حمراء قد لا يكون منزهًا عن الخطأ). لا تحتاج التأسيسية المبسطة إلى أن يكون الرابط بين الإدراك والواقع قويًا جدًا؛ إدراكنا أن الطاولة صفراء هو تبرير ملائم للاعتقاد بذلك، حتى وإن كان ذلك منزهًا عن الخطأ.
نظرية المعرفة المصححة هي شكل من أشكال التأسيسية المبسطة يأخذ الاعتقادات الدينية كأساس لأنها مبررة بشكل غير استنتاجي: يأتي تبريرها من التجربة الدينية، عوضًا عن اعتقاد مسبق. يأخذ هذا منهجًا مبسطًا للتأسيسية؛ لا تعتبر الاعتقادات الدينية منزهة عن الخطأ، لكنها تعتبر من النظرة الأولى مبررة إن لم يكن هنالك دليل يثبت عكس ذلك.

### الداخليانية والخارجيانية
قد تأخذ التأسيسية أشكالًا داخليانية أو خارجيانية. تتطلب الداخليانية وجوب أن يكون تبرير المؤمن باعتقاد ما متاحًا له ليكون مبررًا. يحمل التأسيسيون الداخليانيون اعتقادات أساسية مبررة بحوادث أو حالات عقلية، كالتجارب، التي لا تشكل اعتقادات. وبشكل آخر، قد تبرر الاعتقادات الأساسية ببعض الميزات الخاصة بالاعتقاد ذاته، كأن تكون ذاتية الإثبات أو منزهة عن الخطأ. تزعم الخارجيانية أنه من غير الضروري أن تكون تبريرات الاعتقاد متاحة للمؤمن.
الموثوقانية هي نظرية تأسيسية خارجيانية أنشأها ألفين غولدمان، الذي جادل بأن الاعتقادات مبررة إذا كانت منتجة بشكل موثوق، ما يعني أنها ستكون غالبًا صحيحة. فرق غولدمان بين نوعين من التبريرات للاعتقادات: الاعتقادات المستقلة والاعتقادات غير المستقلة. تستخدم معالجة الاعتقاد المستقل اعتقادات مسبقة لإنتاج اعتقادات جديدة، بينما لا تستخدم معالجة الاعتقاد غير المستقل ذلك، وإنما تستخدم محفزات أخرى عوضًا عن ذلك. الاعتقادات المنتجة بهذه الطريقة مبررة لأن عمليات معالجتها موثوقة؛ وذلك قد يكون سببه أننا وصلنا لاستنتاجات عندما واجهنا بيانات الإحساس، ما يعني أن استنتاجاتنا التي حصلنا عليها من حواسنا هي عادةً حقيقية.

## الانتقادات
تجادل انتقادات التأسيسية غالبًا بوجوب أن يكون الاعتقاد مدعومًا باعتقادات أخرى ليكون مبررًا؛ بعبارة دونالد ديفيدسن،«الاعتقاد وحده يمكن أن يكون نتيجة اعتقاد آخر». مثلًا، يجادل ولفريد سيلارز بأنه لا يمكن للحالات العقلية غير العقائدية أن تكون نتائج، وأيضًا لا يمكن للأمور غير الاستنتاجية أن تُستخلص منها.
وبشكل مشابه، تجادل انتقادات التأسيسية الخارجيانية بأن الحالات العقلية أو الخصائص التي يعيها المؤمن وحدها يمكنها جعل الاعتقاد مبررًا.
وفقًا للشكوكية، لا توجد اعتقادات مثبتة بشكل واضح لا تحتاج لدعم من اعتقادات أخرى. حتى وإن لم يقبل أحدهم هذا الادعاء القوي، يواجه التأسيسيون مشكلة في احتمال أن تكون الاعتقادات ذاتية الإثبات أو غير القابلة للشك غير خلافية أو مبدئية.
هاجم ما بعد الحداثيين وما بعد البنيويين مثل ريتشارد رورتي وجاك دريدا التأسيسية على أن حقيقة العبارة أو الحوار يمكن التحقق منها فقط وفقًا لعبارات أخرى وحوارات. يضيف رورتي على وجه الخصوص مدعيًا أن الفرد والمجتمع والجسد البشري ككل يمتلك «وسائل يعرف بها العالم» (يتضمن ذلك اللغة، والثقافة، والنظم السيميائية، والرياضيات، والعلوم إلخ.). من أجل إثبات وسيلة معينة أو عبارات خاصة تعود لوسيلة محددة (مثلًا، افتراضات العلوم الطبيعية)، على الشخص أن «يخطو خارج» هذه الوسيلة وينتقدها بحياد، ليوفر تأسيسًا يتبناها. وعلى أية حال، فإن ذلك مستحيل. الطريقة الوحيدة التي يمكن للشخص معرفة العالم بها هي من خلال هذه الوسائل التي نعرف بها العالم؛ الطريقة لا يمكنها إثبات ذاتها. قد تبدو هذه الحجة مرتبطة بشكل مباشر بنظرية اللغة الخاصة بفيتغنشتاين، التي توازي ما بعد الحداثة والوضعانية المنطقية المتأخرة مجتمعتَين في انتقاد التأسيسية.